# Knäbäck

Knäbäck var ett fiskeläge i Ravlunda socken i Simrishamns kommun, på heden Haväng, strax söder om det lilla vattendraget Knäbäcken. Byn var belägen på det som idag är Ravlunda skjutfält.
Kvar finns idag endast en del av bygatan. Bevarat åt eftervärlden finns också en hel del litteratur och artiklar, kartor, fotografier, målningar, avritningar, filmer samt byn Knäbäckshusen vid Rörumsstrand, där de flesta husen återuppbyggdes längs en liknande bygata mot Hanöbukten.
Till Knäbäck sökte sig i slutet av 1800-talet och under 1900-talet många konstnärer för att söka sina motiv. De som sökte sig dit var bland andra Axel Nilsson, Nils-Göran Brunner och Edvard Andersson.
Den 1 oktober 1956 upphörde Knäbäck att existera, då fiskeläget revs för att lämna plats åt utbyggnaden av Ravlunda skjutfält. Skjutfältet hade sedan slutet av 1940-talet stått till försvarsmaktens förfogande och man använde området som skjut- och övningsfält för stridsvagnar, främst från P2. Fiskeläget låg precis utanför skjutfältet. I samband med inköp av nya stridsvagnar i början av 1950-talet behövdes större skjutområde och 1956 utökades skjutfältet med området norr om Knäbäcken upp till Julebodaån.  
Beslutet om rivningen av byn medförde en del protester, främst från boende och konstnärer som hade Knäbäck som en inspirationskälla. Men domen var fälld och byggmästare Liljedahl från Sankt Olof åtog sig uppdraget att riva Knäbäck. Han och andra intressenter tog vara på det bästa byggnadsmaterialet, köpte mark vid Rörum strand och uppförde Knäbäckshusen.